# Митинг на „Орлов мост“ на 7 юни 1990 г.
Предизборният митинг на Съюза на демократичните сили на „Орлов мост“ на 7 юни 1990 г. е най-масовото събитие провеждано някога в страната. Митингът е пик на желанието за демократични и стопански промени в България. Свикан е в навечерието на първия тур на изборите за седмо Велико народно събрание, приело конституцията на 12 юли 1991 г.